# Ортофосфат кальцію
О́ртофосфа́т ка́льцію, фосфа́т ка́льцію — неорганічна сполука, кальцієва сіль ортофосфатної кислоти складу Ca3(PO4)2. Речовина є білим аморфним порошком, що погано розчиняється у воді.
Для ортофосфату відомі дві кристалічні модифікації: високотемпературна α-форма і низькотемпературна β-форма. Перехід між ним відбувається за температури 1180 °C.
Ортофосфат кальцію широко застосовується у сільському господарстві як фосфатне добриво. У харчовій промисловості він використовується як емульгатор, регулятор кислотності, поліпшувач тіста тощо.

## Поширення у природі

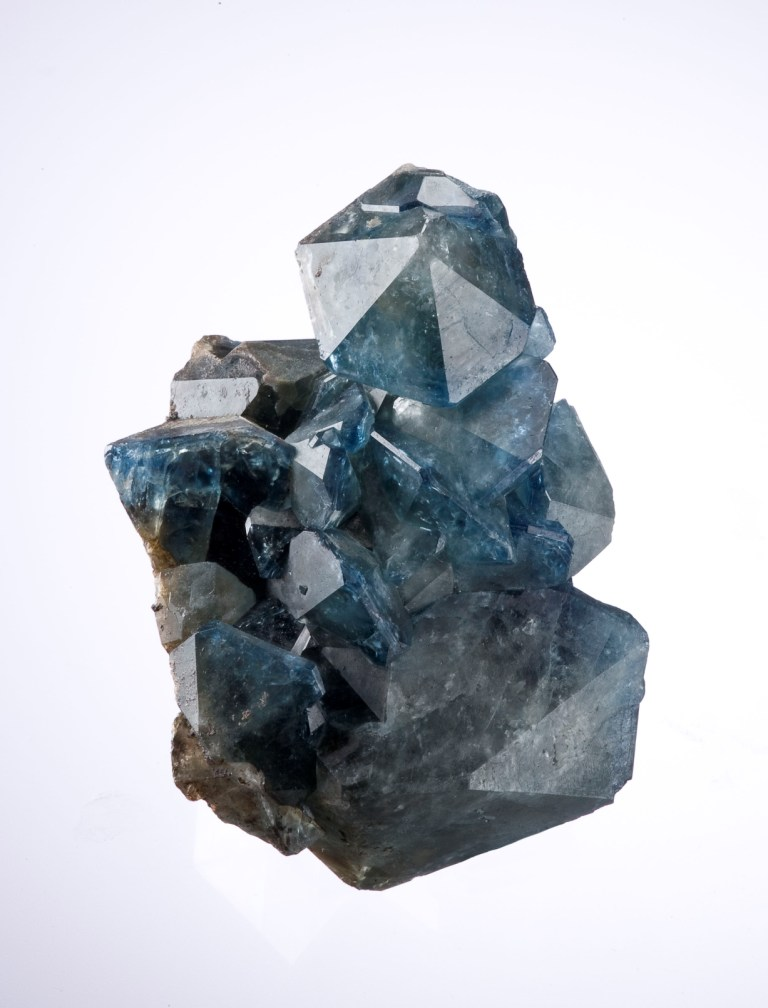
Флуорапатит

Фосфат кальцію поширений у земній корі у вигляді мінералів флуорапатиту Ca5(PO4)3F або CaF2·3Ca3(PO4)2, гідроксиапатиту Ca5(PO4)3OH, вітлокіту Ca3(PO4)2 та багатьох інших фосфоритових осадових породах.
Ортофосфат складає значну частку кісткової тканини у тварин, тому, отриманий із розмелених кісток, фосфат кальцію також має технічну назву кісткове борошно.

## Отримання
У промислових масштабах ортофосфат кальцію синтезують взаємодією ортофосфатної кислоти із суспензією гідроксиду кальцію (гашеного вапна) з подальшою фільтрацією, сушінням та розмелюванням:
{\displaystyle \mathrm {3Ca(OH)_{2}+2H_{3}PO_{4}\longrightarrow Ca_{3}(PO_{4})_{2}+6H_{2}O} }
За своїм складом кінцевий продукт є ближчим до гідроксифосфату Ca5(OH)(PO4)3, оскільки містить домішки вапна. Співвідношення Ca:P залежить від умов проведення нейтралізації і може змінюватися у діапазоні 1,3-2,0. Чистий ортофосфат кальцію (співвідношення 1,5 або 3:2) отримують після проведення кальцинації продукту за температури 900 °C.
Іншим методом отримання ортофосфату є взаємодія солей кальцію (хлориду або нітрату) із гідрофосфатами у присутності аміаку:
{\displaystyle \mathrm {3CaCl_{2}+2Na_{2}HPO_{4}+2NH_{3}\longrightarrow Ca_{3}(PO_{4})_{2}+4NaCl+2NH_{4}Cl} }

## Хімічні властивості
Ортофосфат кальцію не розчиняється у воді, проте розчиняється у деяких кислотах:
{\displaystyle \mathrm {Ca_{3}(PO_{4})_{3}+4H_{3}PO_{4}\longrightarrow 3Ca(H_{2}PO_{4})_{2}} }
{\displaystyle \mathrm {Ca_{3}(PO_{4})_{2}+6HCl\longrightarrow 2CaCl_{2}+2H_{3}PO_{4}} }
При спіканні з коксом чи алюмінієм ортофосфат відновлюється до фосфіду кальцію, а у присутності діоксиду кремнію формує силікат кальцію:
{\displaystyle \mathrm {Ca_{3}(PO_{4})_{2}+8C{\xrightarrow {900-1000^{o}C}}Ca_{3}P_{2}+8CO} }
{\displaystyle \mathrm {2Ca_{3}(PO_{4})_{2}+10C+6SiO_{2}{\xrightarrow {1000^{o}C}}6CaSiO_{3}+P_{4}+10CO} }
{\displaystyle \mathrm {3Ca_{3}(PO_{4})_{2}+16Al{\xrightarrow {500^{o}C}}3Ca_{3}P_{2}+8Al_{2}O_{3}} }

## Застосування
Ортофосфат кальцію застосовується в агрономії як фосфатне добриво і поширений під технічною назвою фосфоритне борошно. При отриманні такого добрива шляхом розмелювання природних фосфатів, воно має низьку вартість. Добриво застосовується на кислих ґрунтах, його ефективність суттєво підвищується при використанні разом із торфом та гноєм, а також фізіологічно-кислими добривами.
Добавка ортофосфату кальцію до зубних паст поліпшує їхні полірувальні властивості. Ортофосфат додається до харчових продуктів, зокрема, кухонної солі, цукру у кількість 1—2%. Його використання у харчовій промисловості регламентоване Продовольчою та сільськогосподарською організацією ООН: ортофосфат кальцію зареєстрований як харчова добавка із порядковими номерами E341 та E542. Він має властивості харчового емульгатора, регулятора кислотності, поліпшувача тіста, розпушувача, вологоутримувача, антиспікаючого агента.
Ортофосфат застосовується у виробництві люмінесцентних матеріалів.